# Sundays River
La Sundays River est un fleuve d'Afrique du Sud d'une longueur 250 km qui coule dans la province du Cap oriental. Il se jette dans l'océan Indien à Algoa Bay.

## Traduction
- (en) Cet article est partiellement ou en totalité issu de l’article de Wikipédia en anglais intitulé « Sundays River » (voir la liste des auteurs).